# 이한열 (영화 감독)
이한열(1962년 2월 14일~)은 대한민국의 영화 감독이다. 감독 데뷔작으로 《순돌이와 각시탈 품바》로 활동하였다.

## 영화 작품

### 감독
- 1990년 《순돌이와 각시탈 품바》
- 1990년 《순돌이와 헬로 삼총사》
- 1991년 《도시에 나타난 검객 산지니》
- 1991년 《항구에 나타난 검객 산지니》
- 1993년 《무적의 파이터 우뢰매》
- 2003년 《마법경찰 갈갈이와 옥동자》

### 조감독
- 1986년 《외계에서 온 우뢰매》
- 1986년 《외계에서 온 우뢰매 2》